# David Ogilvy (9e comte d'Airlie)
Pour les articles homonymes, voir David Ogilvy (homonymie).
David Ogilvy, 9e comte d'Airlie (16 décembre 1785 – 20 août 1849) est un pair britannique.

## Biographie
David Ogilvy est le plus jeune fils de Walter Ogilvy (1733-1819), qui est de jure 8e comte d'Airlie, et de sa seconde épouse Jean Ogilvy (1762-1819), mariés en 1780.
Le 26 mai 1826, il obtient le titre de 9e comte d'Airlie, après que ses honneurs aient été restaurés par la loi du Parlement. Il hérite des titres du 10e Lord Ogilvy de Airlie et 4e Lord Ogilvy de Alith et Lintrathen. Il gagne le rang de capitaine dans le service du 42e régiment d'infanterie. De 1833 à 1849, il est pair Représentant de l'Écosse. David occupe le poste de Lord Lieutenant d'Angus qui à ce moment-là est connu comme le Forfarshire.
Il est décédé à 63 ans sur Regent Street, Londres, Angleterre.

## Mariages et famille
Le 7 octobre 1812, il épouse d'abord Clémentine Drummond, fille de Gavin Drummond et Clémentine Graham.
Ils ont trois enfants:
- Lady Jean Graham Drummond Ogilvy (27 février 1818 – 4 mars 1902)
- Walter Ogilvy (21 septembre 1823 – 27 mars 1824)
- David Ogilvy (10e comte d'Airlie) (4 mai 1826 – 25 septembre 1881)

Le 15 novembre 1838, il épouse en secondes noces Margaret Bruce, fille de William Bruce.
Ils ont quatre enfants :
- William Henry Bruce Ogilvy (26 février 1840 – 1912)
- James Bruce Ogilvy (1er décembre 1841 – 15 mai 1888)
- John Bruce Ogilvy (17 juin 1845 – 1904)
- Donald Bruce Ogilvy (17 juin 1845 – 16 décembre 1890)